# Wildon
Wildon là một thị trấn gần Leibnitz ở Steiermark, nước Áo. Đô thị Wildon có diện tích 7,24 km², dân số cuối năm 2005 là 2385 người. 